# Confessions (Alesana)
Confessions è un album in studio del gruppo musicale statunitense Alesana, pubblicato nel 2015.

## Tracce
1. It Was a Dark and Stormy Night – 4:24
2. The Acolyte – 3:52
3. Comedy of Errors – 6:16
4. The Goddess – 4:29
5. Oh, How the Mighty Have Fallen – 5:42
6. The Puppeteer – 7:22
7. Fatal Optimist – 3:26
8. The Martyr – 4:57
9. Paradox – 4:55
10. Through the Eyes of Uriel – 4:14
11. Catharsis – 7:16

## Formazione

### Gruppo
- Dennis Lee - voce
- Shawn Milke - voce, piano, chitarra
- Patrick Thompson - chitarra
- Jake Campbell - chitarra, cori
- Shane Crump - basso, cori
- Jeremy Bryan - batteria, percussioni

### Altri musicisti
- Melissa Milke - voce
- Adam Fisher - voce